# Mykola Smaha
Nikolai Jakowljewitsch Smaga (russisch Николай Яковлевич Смага, ukrainisch  Микола Якович Смага, * 22. August 1938 in Bobrowo, Oblast Sumy; † 28. März 1981 in Kiew) war ein ukrainischer Geher, der für die Sowjetunion antrat. Bei einer Körpergröße von 1,80 m betrug sein Wettkampfgewicht 74 kg.
Nikolai Smaga gehörte in den 1960er und frühen 1970er Jahren zu den besten Gehern der Welt.
Seine erste internationale Medaille erhielt er bei den Europameisterschaften 1966 in Budapest, als er hinter Dieter Lindner aus der DDR und seinem Landsmann Wolodymyr Golubnytschyj Bronze im 20-km-Gehen gewann. Bei den Olympischen Spielen 1968 in Mexiko-Stadt gewann er ebenfalls Bronze hinter Golubnytschyj und dem Lokalmatador José Pedraza. Auch bei den  Europameisterschaften 1969 in Athen gewann Smaga Bronze, diesmal hinter dem Engländer Paul Nihill und dem Rumänen Leonida Caraiosifoglu.
In Helsinki bei den Europameisterschaften 1971 gewann er dann seinen wichtigsten Titel, als er mit knappem Vorsprung vor Gerhard Sperling aus der DDR und vor Paul Nihill ins Ziel kam. In 1:27:20 h verbesserte er die Meisterschaftsbestzeit von Dieter Lindner um über zwei Minuten. Bei den Olympischen Spielen 1972 in München verpasste er seine zweite olympische Medaille als Fünfter um eine Minute.
Seine Bestzeit im 20-km-Gehen von 1:25:49 h stellte er 1968 auf.